# Franziskus von Paula Herzan von Harras

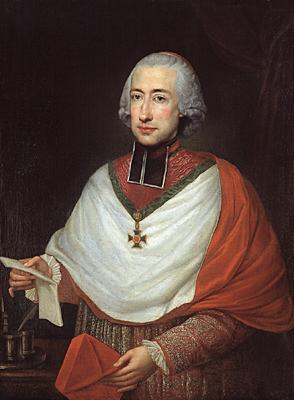
Kardinal Herzan von Harras

Franziskus von Paula Herzan von Harras (tschechisch František de Paula Hrzán z Harasova) (* 5. April 1735 in Prag; † 1. Juni 1804 in Wien) war ein Kardinal der Römischen Kirche.

## Leben
Er war der Sohn des Kreishauptmanns zu Leitmeritz Graf Sigmund Gustav Herzan von Harras und dessen Ehefrau der Gräfin Maria Anna von Harrach, verwitweten Gräfin Rabatta.
Am 9. April 1735 getauft, promovierte Herzan von Harras am 29. März 1757 an der Gregoriana in Rom. Zu dieser Zeit lebte er im dortigen Collegio Germanico. Am 18. Februar 1758 empfing er das Sakrament der Priesterweihe und wurde 1767 Auditor der Rota Romana. Zugleich war er der Botschafter Österreichs am Apostolischen Stuhl.
Papst Pius VI. kreierte Herzan am 12. Juli 1779 zum Kardinalpriester und verlieh ihm am 11. Dezember 1780 die Titelkirche San Girolamo degli Schiavoni. Seit dem 13. September 1782 Kardinalpriester von Santi Nereo e Achilleo, war er vom 10. März 1788 bis zum 30. März 1789 Kämmerer des Heiligen Kardinalskollegiums und ab dem 7. April 1788 Kardinalpriester von Santa Croce in Gerusalemme.
Auf dem Konklave von 1799/1800 präsentierte er das Veto des Kaisers Franz II. gegen eine Wahl der Kardinäle Hyacinthe Sigismond Gerdil und Carlo Antonio Giuseppe Bellisomi.
Papst Pius VII. ernannte Herzan am 12. Mai 1800 zum Bischof von Szombathely und spendete ihm am Sonntag, dem 18. Mai 1800, in der Abtei San Giorgio Maggiore in Venedig die Bischofsweihe; Mitkonsekratoren waren Antonio Despuig y Dameto, Lateinischer Patriarch von Antiochien, und Cesare Brancadoro, Sekretär der Kongregation Propaganda Fide.